# TAP Portugal
TAP Portugal (обычное сокращение — TAP) — национальный перевозчик Португалии и её крупнейшая авиакомпания. Основной базой авиакомпании является лиссабонский аэропорт Портела. С 14 марта 2005 г. входит в Star Alliance. Аэропорт Портела является крупнейшим европейским хабом, из которого совершаются рейсы в Африку, Северную Америку и Южную Америку, TAP является крупнейшим оператором, совершающим рейсы в Бразилию. В настоящее время сеть TAP охватывает 89 аэропортов в 34 странах. TAP совершает 2 500 рейсов еженедельно.

## История

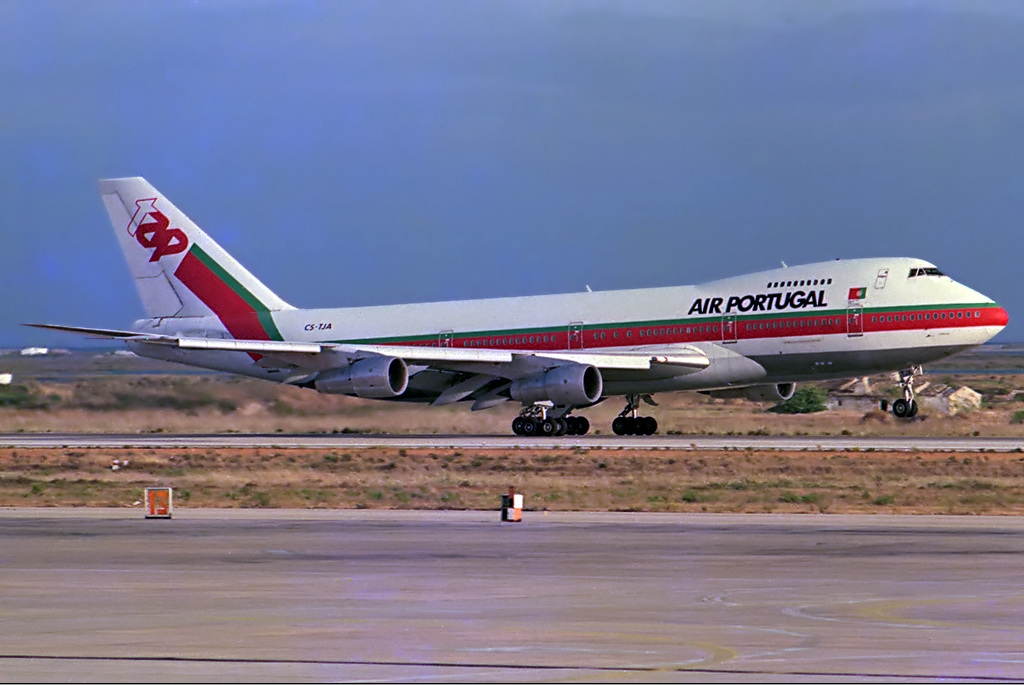
Boeing 747-200 Air Portugal в аэропорту Фару, 1985 год

Авиакомпания была создана 14 марта 1945 г., первый коммерческий рейс был совершён 19 сентября 1946 г. из Лиссабона в Мадрид на Douglas DC-3 под названием Transportes Aéreos Portugueses (TAP). 31 декабря 1946 г. был открыт Linha Aérea Imperial, перелёт с 12 промежуточными посадками, включая Луанду, Ангола и Лоренсу-Маркиш (сегодня Мапуту), Мозамбик.
В 1947 г. был открыт внутренний рейс из Лиссабона в Порту, а также рейс из Сан-Томе в Лондон. TAP начал выполнять рейсы между Танжером и Касабланкой в 1949 г. В 1953 г. авиакомпания была приватизирована.
TAP перевезла миллионного пассажира 19 июня 1964 г., через 18 лет после начала работы. В 1969 г. открылся рейс в Нью-Йорк через остров Санта-Мария. Рейс в Бостон был открыт в следующем году. В 1975 г. TAP был национализирована, став государственной корпорацией (Empresa Pública), название было изменено на TAP Air Portugal в марте 1979 г.
В 1970-е гг. TAP приобрела Boeing 747, которые заменили Boeing 707, однако они в конечном счёте были проданы в связи с недостаточным спросом. На дальнемагистральных маршрутах их заменили Lockheed L-1011 TriStar и Airbus A310. В конце 1990-х TAP заменил старые Boeing 727 и Boeing 737 на самолёты семейства Airbus — A319, A320 и A321, при этом флот значительно увеличился. TriStar были проданы Air Luxor, их заменили более комфортные Airbus A340, в результате чего TAP стала обладателем крупнейшего флота, состоящего только из самолётов производства Airbus.
В 1989 г. был открыт рейс в Ньюарк, в 1991 г. — рейсы в Берлин. В том же 1989 г. TAP стала публичной компанией (Sociedade Anónima). В 1993 г. TAP открыла сообщение с Тель-Авивом. В 1994 г. TAP подписала кодшеринговое соглашение с Delta Air Lines на трансатлантических рейсах. Это соглашение было прекращено в 2005 г.
В 2005 г. TAP Portugal стала 16-м членом Star Alliance. TAP Air Portugal сменила название на TAP Portugal в феврале 2005 г.
6 ноября 2006 г. TAP Portugal подписала соглашение с Espírito Santo International о приобретении 99,81 % португальского перевозчика Portugália. Portugália вступила в Star Alliance в качестве регионального члена, однако вопрос объединения её деятельности с TAP на данный момент не определён.
С 11 февраля 2008 г. TAP начала выполнять 5 раз в неделю рейсы на A330-200 между Лиссабоном и Белу-Оризонти.
В 2009 г. ожидается приватизация TAP Portugal и открытие регулярных рейсов в Варшаву и Хельсинки начиная с июня 2009 г.
10 июня 2009 г. был выполнен первый рейс TAP в Москву, (аэропорт «Домодедово»); в дальнейшем рейсы стали ежедневными, выполнялись на самолетах Airbus A319. Регулярное авиасообщение между Лиссабоном и Москвой было приостановлено с началом пандемии COVID-19 и затем прервано после того, как страны ЕС и РФ закрыли своё воздушное пространство для авиакомпаний друг друга после вторжения России на Украину. В конце марта 2022 года глава TAP признавала, что авиаперевозчиком изучалась возможность возобновления рейсов в Россию, но решение по этому вопросу было отложено до следующего года.
С 2016 года авиакомпания предлагает пассажирам программу Portugal Stopover.

## Подразделения

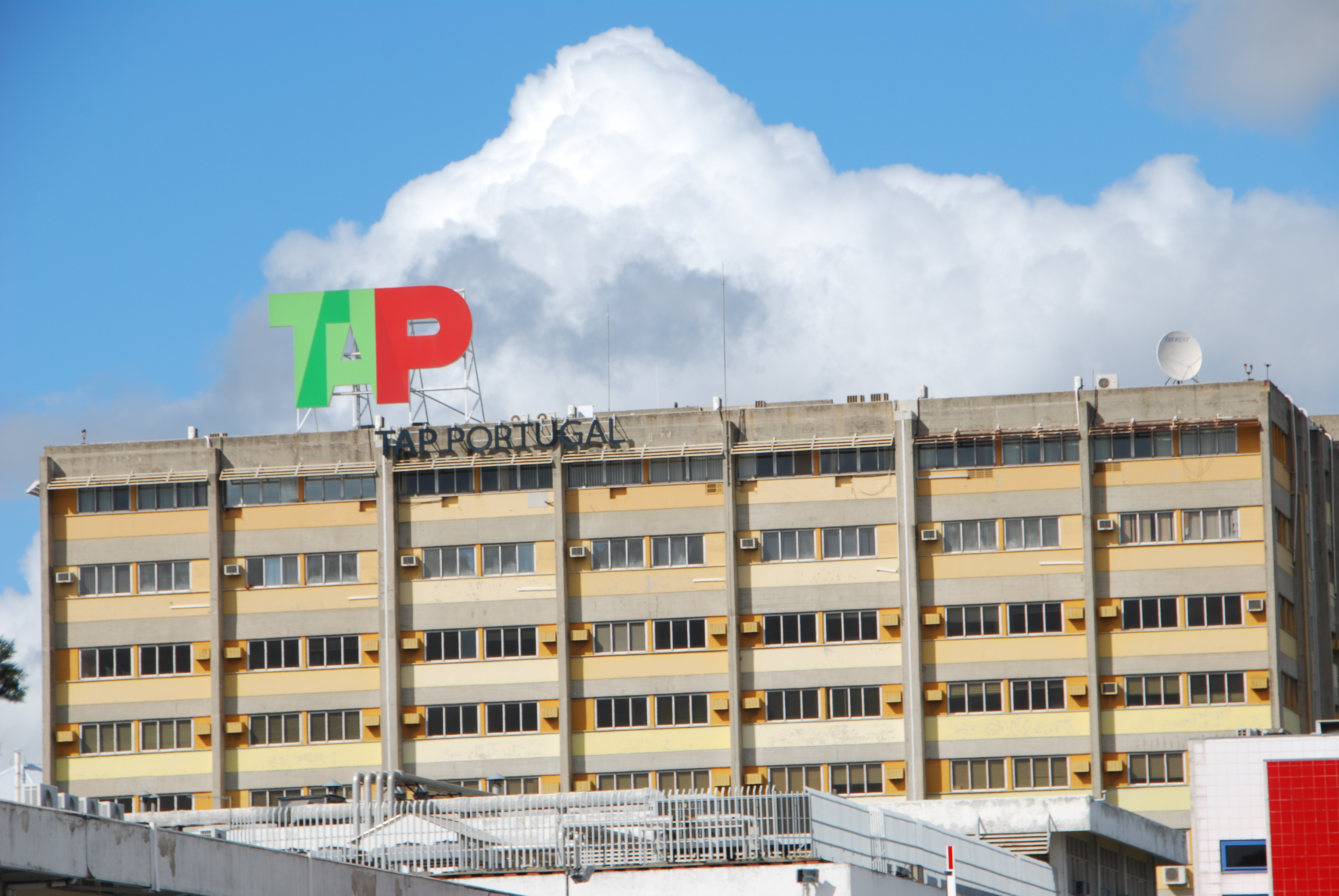
Главный офис авиакомпании в Лиссабоне

Подразделения и зависимые компании TAP Portugal:
| - Portugália (100 %) - PGA Express - / Air Macau (20 %) - / Macau Asia Express (10.2 %) - Groundforce (Handling) (49.9 %) - TAP Maintenance & Engineering (100 %) - VEM Maintenance & Engineering (90 %) - Academia Aeronaútica de Évora (10 %) | - TAP Tours (100 %) - TAP Serviços (100 %) - Caravela (100 %) - CateringPOR (51 %) - Lojas Francas de Portugal (51 %) - Megasis (100 %) - UCS (100 %) |

## Маршрутная сеть

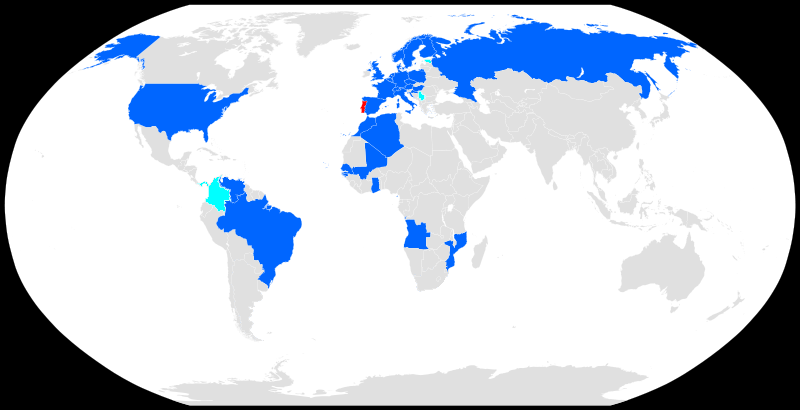
Карта маршрутной сети TAP Portugal
Португалия
Пункты назначения
Будущие направления

### Кодшеринговые соглашения
| - Aegean Airlines - airBaltic - Air One - LAM Mozambique Airlines (порт. Linhas Aéreas de Moçambique) - SATA International | - TACV - TAM Airlines (порт. TAM Linhas Aéreas) - Ukraine International Airlines - S7 Airlines |

Примечание: кроме партнёров по Star Alliance.

## TAP Cargo
У TAP Cargo есть 4 исключительно грузовых маршрута. Кроме этого, TAP Cargo использует все возможности рейсов TAP Portugal. Грузовые маршруты TAP Cargo:
- Хитроу, Лондон, оператор European Air Transport, Boeing 757
- Франкфурт, Германия, оператор MNG Airlines, Airbus A300
- Кёльн-Бонн, Германия, оператор MNG Airlines, Airbus A300
- Брюссель, Бельгия, оператор Royal Jordanian, Airbus A310

TAP Cargo также является оператором на грузовом нерегулярном рейсе Лиссабон-Луанда, используется самолёты Avient Aviation DC-10F, Girjet 747-200F и другие арендованные самолёты.

## Флот

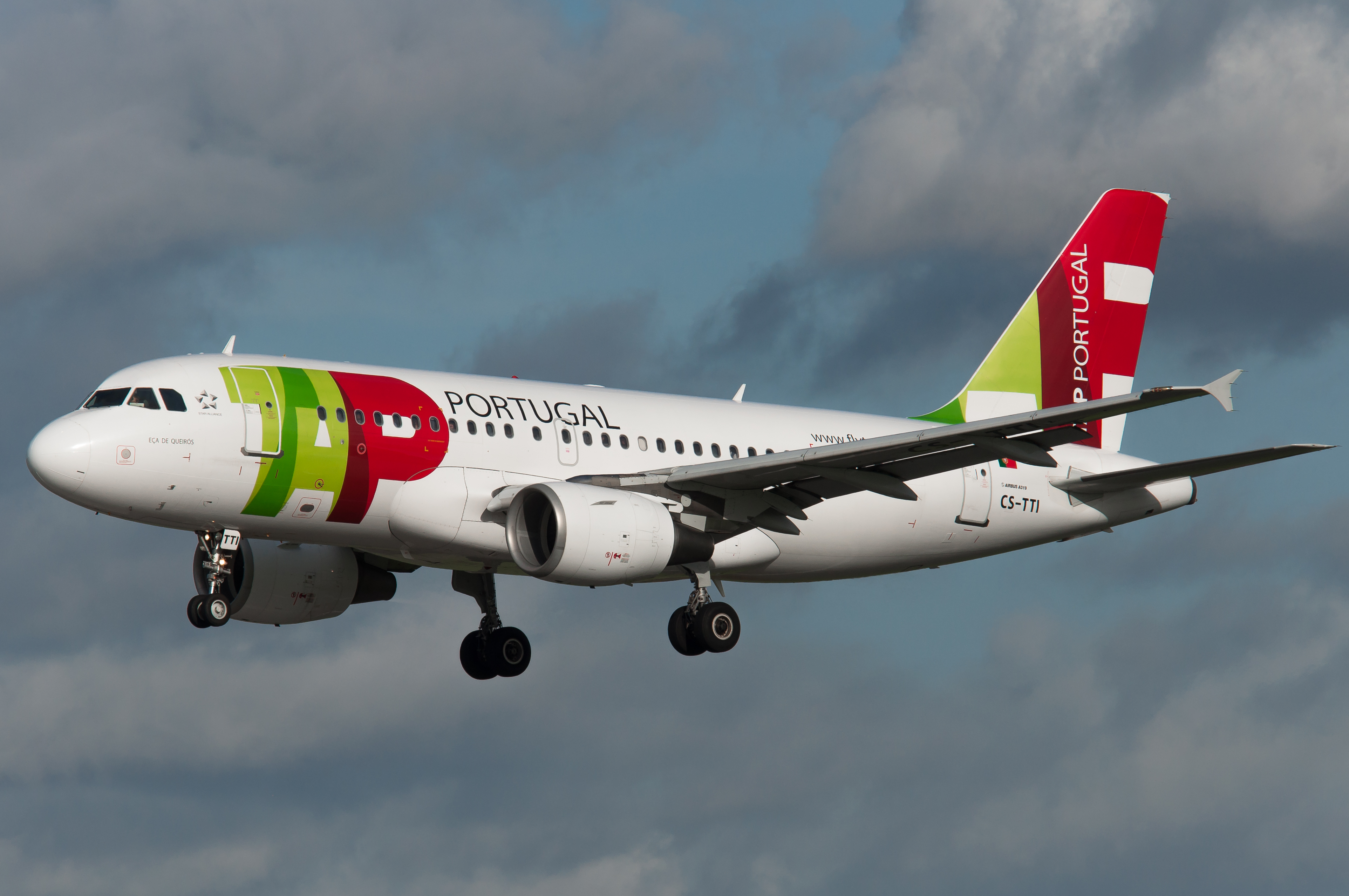
Airbus A319 TAP Portugal совершает посадку

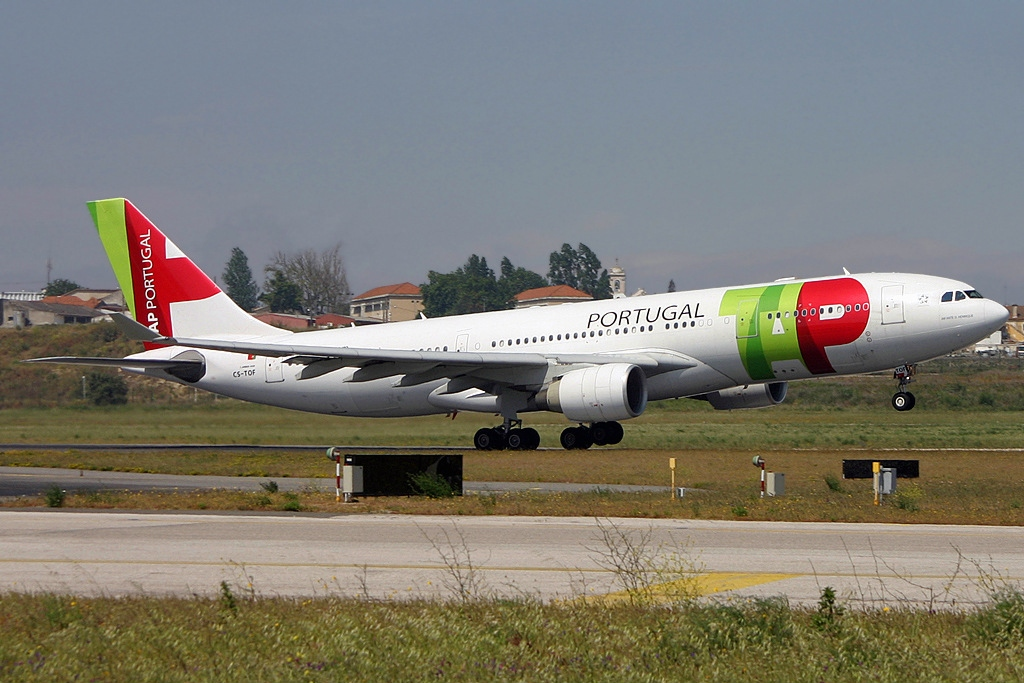
Airbus A330 в аэропорту Лиссабона

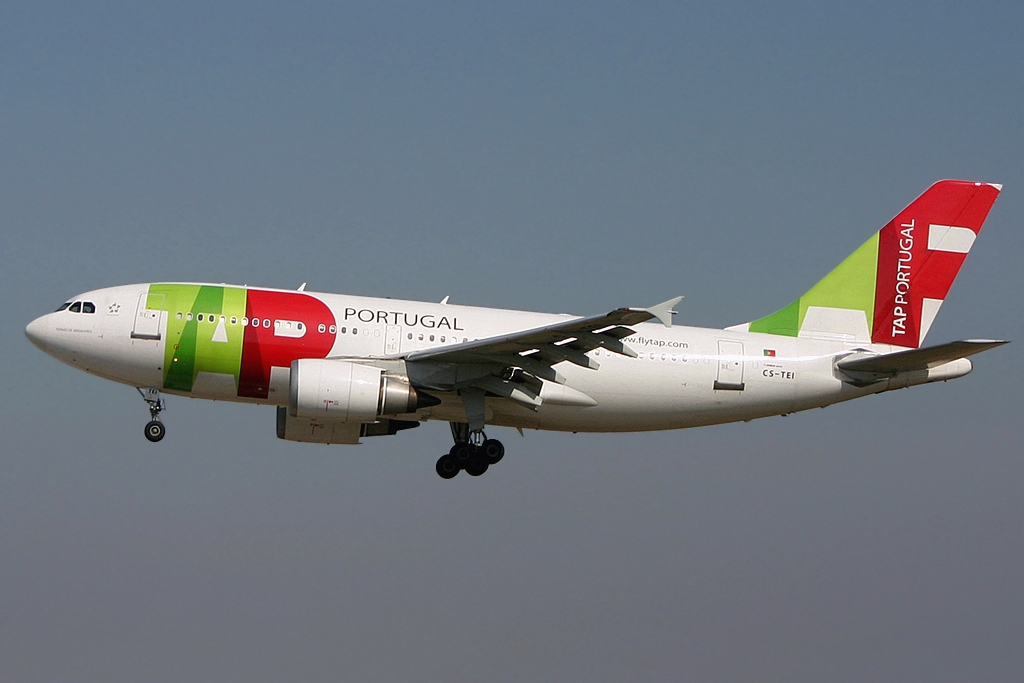
Airbus A310 использовался TAP Portugal до 2008 года

По состоянию на сентябрь 2023 года парк ВС авиакомпаний TAP состоит из следующих самолётов:

### Ранее эксплуатировались
Данные типы самолётов эксплуатировались TAP Portugal с 1945 года и на данный момент не используются:
- Airbus A310
- Lockheed L-1011 TriStar
- Boeing 737-300
- Boeing 737-200
- Boeing 727-100
- Boeing 727-200
- Boeing 707
- Boeing 747-200
- Sud Aviation Caravelle
- Lockheed Constellation
- Douglas DC-3
- Douglas C-54 Skymaster
- Douglas C-53
- Douglas C-47
- DHC-6

## Инциденты и авиакатастрофы
- 19 ноября 1977 г. Boeing 727, рейс 425, в сильный дождь совершил посадку в аэропорту Мадейра (Фуншал) с перелётом,  выехал за пределы ВПП на скорости около 78 узлов и упал с крутого берега высотой порядка 60 м. Лайнер раскололся на две части и загорелся. Из 164 человек (156 пассажиров и 8 членов экипажа) 131 погиб (125 пассажиров и 6 членов экипажа). До настоящего времени это единственный инцидент авиакомпании с человеческими жертвами.

## Награды и признание
- В 1979 году авиакомпания TAP Air Portugal удостоена титула почётного члена Ордена Инфанта дона Энрике
- В рэнкинге авиакомпаний по версии ресурса Airline Ratings компания TAP Air Portugal в 2023 в году заняла третье место среди лучших европейских компаний и 13 место среди лучших  авиакомпаний мира[9][10].